# Wild Republic
Wild Republic ist eine deutsche Dramaserie, die unter der Regie von Markus Goller und Lennart Ruff produziert wurde. Im Mittelpunkt der achtteiligen Serie steht eine Gruppe jugendlicher Straftäter, die durch eine erlebnispädagogische Maßnahme an die Resozialisierung herangeführt werden soll. Sieben der acht Folgen sind nach zentralen Figuren benannt, und beleuchten in Rückblenden insbesondere deren Vorgeschichten.
Die Serie ist eine Koproduktion von MagentaTV, ARTE, WDR, SWR und ONE. Premiere war am 15. April 2021 auf MagentaTV.

## Handlung
Mitten in der unwegsamen Landschaft zu Füßen der Alpenkette soll eine Gruppe jugendlicher Straftäter durch eine erlebnispädagogische Maßnahme an die Resozialisierung herangeführt werden. Die mehrwöchige Expedition soll Gemeinschaftssinn, Solidarität und Rücksicht für den Einzelnen fördern.
In der ersten Nacht wird ein sie begleitender Bergführer tot aufgefunden. Die Gruppe gerät auch aufgrund der Annahme, in Verdacht zu geraten, in Panik, und flieht ins Gebirge. Dabei nehmen sie die Leiterin der Maßnahme, Rebecca, als Geisel und als "Sicherheit" mit.
Ihre Flucht scheint aussichtslos, bis sie auf eine riesige versteckte Höhle stoßen, die ihnen Schutz bietet. Während sie ihre Flucht einerseits als neue Chance begreifen, brechen andererseits Streitigkeiten untereinander aus. Die Höhle stellt sich schließlich als Waffenlager einer nationalistischen Terrorgruppe heraus, mit der es zum Kampf kommt. Die Serie endet damit, dass ein Teil der Gruppe nach dieser Auseinandersetzung weiter in die Alpen zieht, die Zivilisation weiter hinter sich lassend.

## Figuren
KimKim wurde von einem vermeintlichen Freund zu Prostitution und Menschenhandel gezwungen. Innerhalb der Gruppe steht sie Ron nahe.
RonRon entstammt einem großbürgerlichen Milieu und engagiert sich politisch als Aktivist. Bei einer Aktion wird ein Mensch schwer verletzt. Innerhalb der Gruppe ist er ein eher ausgleichender, besonnener Charakter.
LindiLinda, genannt „Lindi“, lebte zuvor auf einem völkisch geprägten Gutshof. Sie war beteiligt an einem rassistisch motivierten Angriff auf einen Afghanen. Ihre Kenntnisse in Naturheilkunde sind wichtig für die Gruppe. Sie steht Justin nahe.
JustinJustin wird bereits in sehr jungen Jahren als manipulativ, intrigant, kaltblütig und gewalttätig dargestellt. Innerhalb der Gruppe ist er der zentrale Bösewicht.
MarvinDer übergewichtige Marvin hat in seinem Leben oft Ablehnung und Demütigung erfahren, und strebt nach Anerkennung und Akzeptanz.
CanDer Kampfsportler Can muss wegen Körperverletzungen an der Maßnahme teilnehmen. Innerhalb der Gruppe hat er durch seine kämpferischen Fähigkeiten eine besondere Rolle, die insbesondere in der Auseinandersetzung um die Höhle mit der Terrorgruppe von Bedeutung ist.
JessicaJessica versuchte sich als Influencerin, auch um sich von ihrer sehr religiösen Mutter zu entfernen. Sie verursachte einen schweren Unfall und ist deshalb in der Maßnahme.
RebeccaRebecca betreut als Sozialarbeiterin die Maßnahme. Ihr langjähriger Freund Lars Sellien ist Leiter der pädagogischen Maßnahme, allerdings nicht selbst vor Ort.

## Dreharbeiten
Die Dreharbeiten fanden im Hochpustertal, im venetischen Cadore sowie in Köln und Umgebung statt. Die Produktion wurde u. a. auch von der Südtiroler Filmförderung unterstützt.
Aufgrund der Corona-Pandemie mussten die Dreharbeiten im März 2020 unterbrochen werden und konnten mit einem „Closed Set“, komplett isoliertem Team, strengen Hygienemaßnahmen und regelmäßigen COVID19-Testungen fortgeführt werden.

## Disc-Veröffentlichungen
Die erste Staffel erschien am 19. Mai 2022 bei Crunchyroll komplett auf DVD und Blu-Ray.

## Kritiken
In den meisten Kritiken wird auf die inhaltlichen Parallelen zu William Goldings "Herr der Fliegen" verwiesen, dessen Handlung sozusagen in die Alpen verlegt wurde. Allseitiges Lob erfahren die Landschafts- und Naturaufnahmen, der im Hochpustertal und in der Bergwelt um die Drei Zinnen und den Pragser Wildsee gedrehten Serie. Ebenfalls positiv hervorgehoben werden die jungen Darsteller, die z. B. in der Süddeutschen Zeitung als "Schauspielstars von morgen" bezeichnet werden. Das Erzähltempo wird jedoch teilweise als etwas zu gemächlich oder "fast zu entspannt" kritisiert. Die Frankfurter Rundschau kommt dabei zu dem Urteil, dass der Serie eine Reduzierung auf sechs Folgen nicht geschadet hätte.